# تئودور کوسرکا
تئودور کوسرکا (انگلیسی: Teodor Kocerka؛ ۶ اوت ۱۹۲۷ – ۲۵ سپتامبر ۱۹۹۹) قایقران روئینگ اهل لهستان بود.
وی در مسابقات کشوری و بین‌المللی در مجموع برندهٔ ۱ مدال طلا، ۲ مدال نقره، ۴ مدال برنز شده‌است.